# Ugrinowo
Ugrinowo (ros. Угриново) – wieś (ros. деревня, trb. dieriewnia) w zachodniej Rosji, w osiedlu wiejskim Mierlinskoje rejonu krasninskiego w obwodzie smoleńskim.

## Geografia
Miejscowość położona jest nad Orłanką, 7 km od drogi federalnej R135 (Smoleńsk – Krasnyj – Gusino), 10 km od centrum administracyjnego osiedla wiejskiego (Mierlino), 20 km od centrum administracyjnego rejonu (Krasnyj), 27,5 km od Smoleńska, 17,5 km od najbliższego przystanku kolejowego (443 km).
W granicach miejscowości znajdują się ulice: Dacznaja, Lesnaja.

## Demografia
W 2010 r. miejscowość nie posiadała mieszkańców.